# Thymus revolutus
Thymus revolutus — вид рослин родини глухокропивові (Lamiaceae), ендемік Туреччини.

## Опис
Напівчагарник з дерев'янистими повзучими частково підземними й укорінюваними первинними гілками. Квіткові стебла 2–9 см, відняті, волохаті. Листки 8–13 x 0.7–0.9 мм, ланцетно-серпоподібні, з викривленими полями, волосисті з довгими і короткими волосками; маслянисті цяточки в основному численні, від помаранчевого до рубінового кольору.
Суцвіття — компактна конічна голова, ≈1.5 x 1.5 см. Приквітки 7–12 x 3.5–7.5 мм. Чашечка 4–5 мм. Віночок багровий, 6–8 мм.

## Поширення
Ендемік Туреччини.
Росте у відкритих і кам'янистих і гравійних землях на висотах 0–870 м.